# 에이프릴 인 파리스
에이프릴 인 파리스(April In Paris)는 미국에서 제작된 데이빗 버틀러 감독의 1952년 영화이다. 레이 볼거 등이 주연으로 출연하였고 윌리엄 제이콥스 등이 제작에 참여하였다.

## 출연

### 주연
- 레이 볼거

### 조연
- 클로드 다우핀
- 이브 밀러
- 조지 기봇
- 폴 하비
- 레이몬드 라게이
- 존 앨빈
- 잭 로마스

## 제작진
- 의상: 레아 로즈